# 휴이트 보안초
휴이트 레오니다스 부안쇼(Hewitt Leonidas Bouanchaud, 1877년 8월 19일 ~ 1950년 10월 17일)은 미국의 정치인으로 제29대 루이지애나주 부지사이다.

## 경력
- 1904.05 ~ 1908.05 제43대 루이지애나 포인트쿠피 패리시 선거구 하원의원
- 1912.05 ~ 1920.05 제45·46대 루이지애나 포인트쿠피 패리시 선거구 하원의원
- 1916 ~ 1920 제49대 루이지애나 하원의장
- 1920.05 ~ 1924.04 제46대 루이지애나 상원의장
- 1920.05 ~ 1924.04 제29대 루이지애나 부지사